# Загреб (футбольний клуб)
«За́греб» (хорв. Nogometni klub Zagreb) — хорватський футбольний клуб з однойменного міста. Заснований у 1903 році.

## Досягнення
- Чемпіон Хорватії: 2001–02
- Срібний призер чемпіонату Хорватії: 1992, 1993–94
- Бронзовий призер чемпіонату Хорватії: 1992–93, 2004–05, 2006–07.
- Фіналіст кубка Хорватії: 1997

## Виступи в єврокубках
| Сезон   | Змагання               | Раунд   | Суперник        | Вдома | На виїзді | В сукупності |
| ------- | ---------------------- | ------- | --------------- | ----- | --------- | ------------ |
| 1964–65 | Кубок ярмарків         | Р1      | ГАК             | 3–2   | 6–0       | 9–2          |
| 1964–65 | Кубок ярмарків         | Р2      | Рома            | 1–1   | 0–1       | 1–2          |
| 1965–66 | Кубок ярмарків         | Р1      | Льєж            | 2–0   | 0–1       | 2–1          |
| 1965–66 | Кубок ярмарків         | Р2      | Брашов          | 2–2   | 0–1       | 2–3          |
| 1969–70 | Кубок ярмарків         | Р1      | Шарлеруа        | 1–3   | 1–2       | 2–5          |
| 1995–96 | Кубок Інтертото        | Група 6 | ЛАСК            | 0–0   | –         | –            |
| 1995–96 | Кубок Інтертото        | Група 6 | Кеплавік        | –     | 0–0       | –            |
| 1995–96 | Кубок Інтертото        | Група 6 | Мец             | 0–1   | –         | –            |
| 1995–96 | Кубок Інтертото        | Група 6 | Партік Тісл     | –     | 2–1       | –            |
| 1997–98 | Кубок володарів кубків | КР      | Слога Югомагнат | 2–0   | 2–1       | 4–1          |
| 1997–98 | Кубок володарів кубків | R1      | Тромсе          | 3–2   | 2–4       | 5–6          |
| 2001–02 | Кубок Інтертото        | Р1      | Побєда          | 1–2   | 1–1       | 2–3          |
| 2002–03 | Ліга чемпіонів         | КР2     | Залаегерсег     | 2–1   | 0–1       | 2–2 (г)      |
| 2003–04 | Кубок Інтертото        | Р1      | Копер           | 2–2   | 0–1       | 2–3          |
| 2007–08 | Кубок Інтертото        | Р1      | Влазнія Шкодер  | 2–1   | 0–1       | 2–2 (г)      |